# Christopher Paul Neil

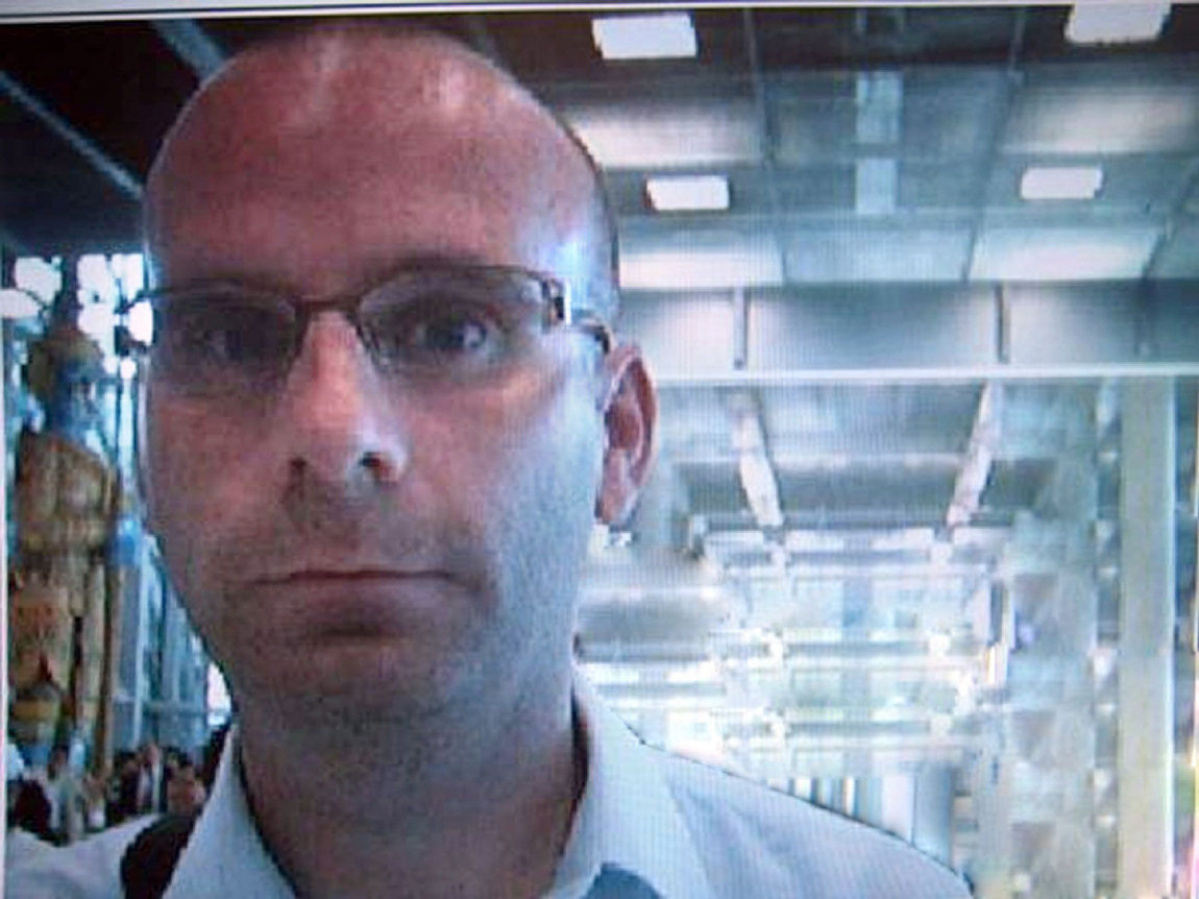
Neil en 2007.

Christopher Paul Neil (6 de febrero de 1975, New Westminster, Canadá) es un pederasta detenido por la Interpol por haber cometido abusos sexuales al menos a 12 menores en Vietnam y Camboya, siendo detenido en Tailandia.
Un tribunal tailandés aplazó la apertura del juicio del presunto pederasta canadiense, detenido en circunstancias espectaculares a raíz de una orden de búsqueda mundial lanzada por Interpol.
El 15 de agosto de 2008 se anunció que había sido condenado a tres años de cárcel y a una multa de 1800 dólares.